# Den stora trekken

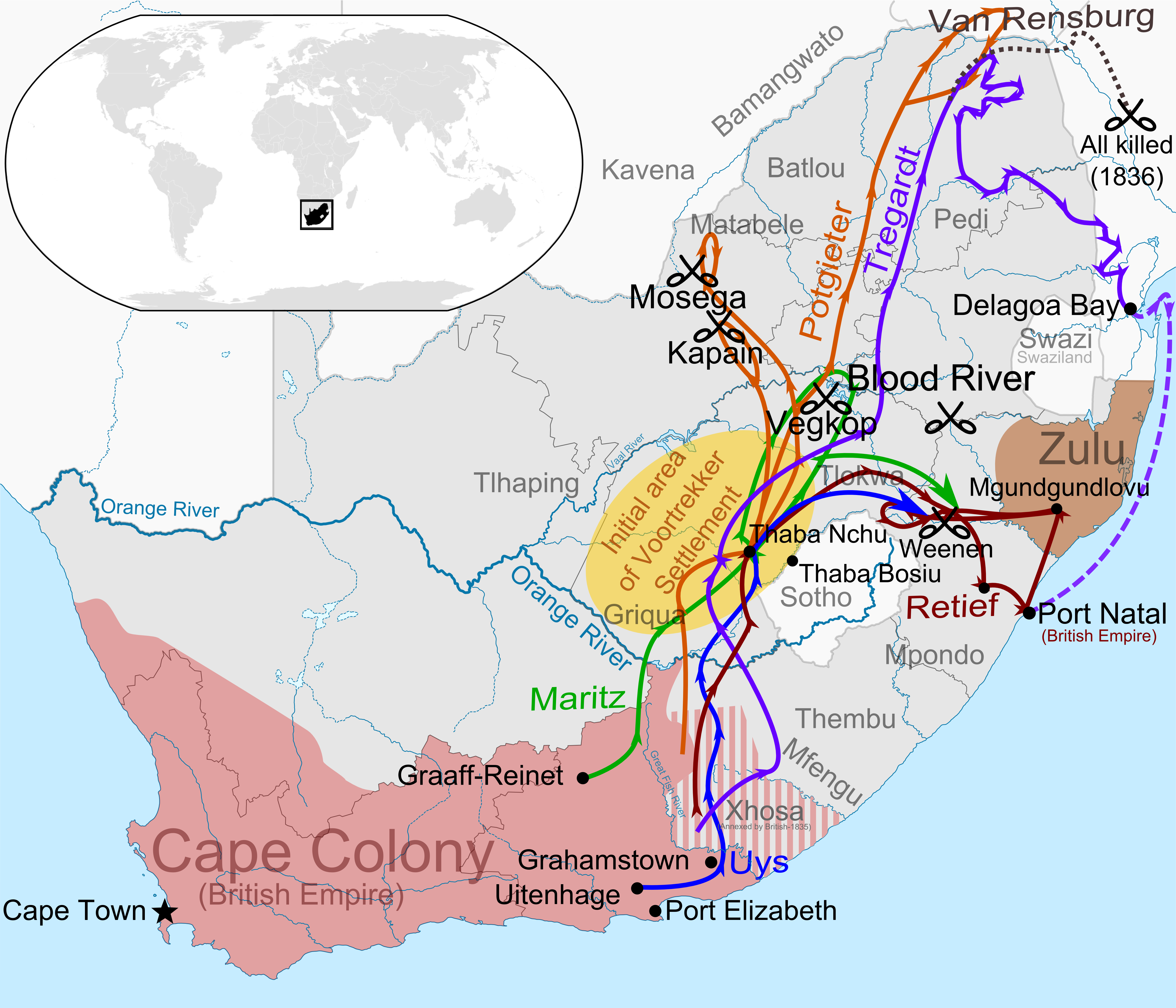
En karta som visar de största utvandringssällskapen under den stora trekkens första våg (1835–1840) tillsammans med viktiga slag och händelser.
Louis Tregardts rutt (1833 till 1838)
Överlevare av Tregardts grupp evakueras via
vattenvägen 1839
Van Rensburgs rutt efter att hans grupp
försvunnit från Tregardts
Hendrik Potgieters grupp
Gerrit Maritzs rutt
Piet Retiefs rutt vilket även inkluderar hans
missionerande
Piet Uyss rutt

Den stora trekken (afrikaans: Die Groot Trek; nederländska: De Grote Trek; engelska: the Great Trek; afrikaans för den stora mödosamma vandringen, det stora uttåget) var en nordöstlig migration av nederländsk-språkiga bönder, mer kända som boer, som under 1830-talet flyttade från Kapkolonin inåt land till det som idag är norra Sydafrika. Anledningen till migrationen var boernas önskan att slippa undan det brittiska koloniala styret i kapkolonin. Den stora trekken var resultatet av en kulmination av de spänningar som rådde mellan landsbygdsbefolkningen, ättlingar till kapkolonins ursprungliga europeiska bosättare, boerna, och det Brittiska imperiet. Det reflekterade också den ökande trenden hos vissa självständiga boersamhällen att föra en isolationistisk halvnomadisk livsstil långt från den växande administrativa komplexiteten i Kapstaden. Boerna som deltog i migrationen såg sig själva som voortrekkers, vilket till svenska kan översättas som pionjärer, stigfinnare.
Den stora trekken ledde direkt till etablerandet av flera självständiga autonoma boerrepubliker, nämligen Sydafrikanska republiken (även känd som Transvaal), Oranjefristaten och Natal. Migrationen ledde till tvångsförflyttandet av Ndebele-folket och var en av flera avgörande anledningar till begynnelsen av Zululands nedgång och kollaps.

## Bakgrund

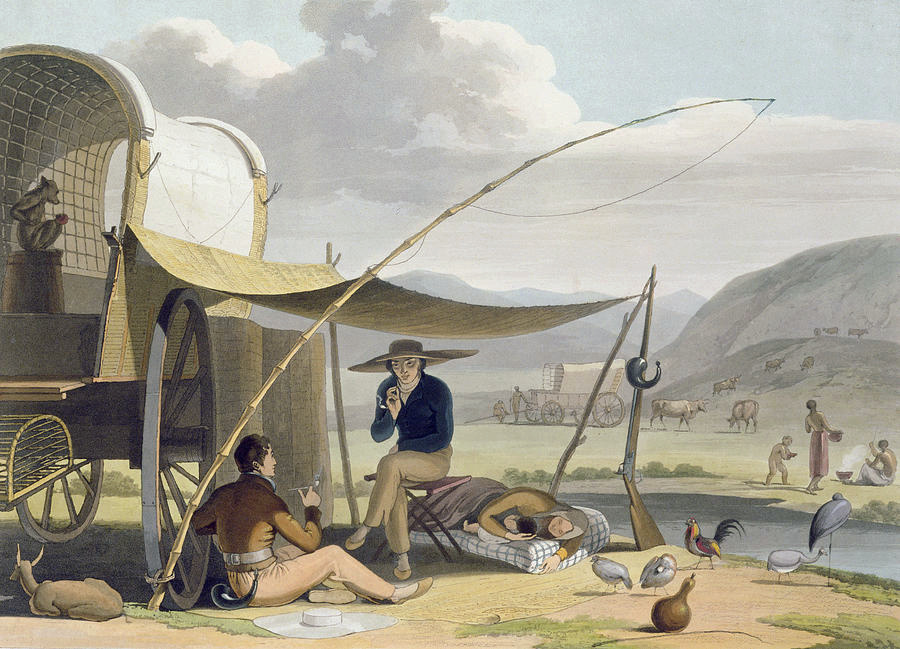
Trekboer slår läger (1804) av Samuel Daniell.

De första europeiska bosättningarna på Godahoppsudden bosattes under 1650-talet. Drivande bakom etablerandet av bosättningar var det Nederländska Ostindiska Kompaniet (VOC) som även bistod med beskydd. Tanken bakom etableringen var att tillhandahålla proviant, färskvatten och en säker hamn för alla de handelsfartyg som seglade mellan Europa och Asien. Under de följande årtionden hade Kapstaden vuxit och hade en tämligen stor befolkning av så kallade "vrijlieden", även kallade för "vrijburgers" (fria medborgare). Dessa fria medborgare hade tidigare oftast arbetat för det ostindiska kompaniet, och förblivit utomlands efter att deras kontrakt tagit slut. Eftersom det huvudsakliga ändamålet med kapbosättningen var att lagra proviant erbjöd VOC gratis åkermark till sina anställda med syftet att odla spannmål till företagets varumagasin, och för att spara in på löner erhöll många av dessa anställda marken gratis. Vrijburgers erhöll under sina första 12 år skattefrihet och fick stöd från företaget att låna såväl verktyg som utsäde. De gifte sig med nederländska medborgare, som enligt företaget var av god karaktär och som enligt ett kontrakt gått med på att stanna åtminstone 20 år på afrikanska kontinenten. För att representera mångfalden hos VOC:s arbetsstyrka fick även några tyska soldater och sjömän status som vrijburger och år 1688 på initiativ av den nederländska staten sponsrades bosättningen av över hundra hugenottfamiljer i Kap. Som ett resultat av denna politik beboddes kolonin år 1691 av 25 procent icke-nederländare. Det skedde dock en viss grad av kulturell assimilation genom blandäktenskap och en fullständig adoption av det nederländska språket. Under 1700-talet uppstod allt större klyftor, såväl socialt som ekonomiskt, där man kunde dela upp de nederländska bosättarna i två grupper: dels de så kallade boerna som var fattiga bönder som bodde i gränstrakterna, och de mer inflytelserika, mer urbaniserade stadsborna i Kapstaden.
Efter revolutionen i Amsterdam 1795 och etablerandet av den franskunderstödda klientstaten Bataviska republiken öppnades Kap upp för franska krigsfartyg. För att skydda sina egna högst värdefulla marina handelsrutter anfölls och ockuperades Kapkolonin av Storbritannien fram till 1803. Från 1806 till 1814 styrdes Kapkolonin som ett British military dependency, vars enda betydelse för britterna var dess strategiska betydelse för de ostindiska handelsrutterna. Britterna tog omkring 1815 fullständig administrativ kontroll av området som ett resultat av Parisfreden.

### Orsaker
Vid begynnelsen av det brittiska styret täckte kapkolonin en yta på 260 000 km² och beboddes av en befolkning på 26 720 personer av europeiskt ursprung, av vilka majoriteten var av nederländskt ursprung. Den resterande delen bestod huvudsakligen av tyskar (25 procent) och franska hugenotter (16 procent) , även om de flesta hade förlorat förmågan att tala såväl franska som tyska omkring 1750. Förutom européerna beboddes kolonin av 30 000 afrikanska och asiatiska slavar, och cirka 17 000 av ursprungsbefolkningen khoisanfolket. Förhållandet mellan bosättarna, speciellt boerna och britterna, försämrades snabbt. De brittiska myndigheterna gick benhårt mot boernas ägande av slavar och deras ofta brutala behandling av ursprungsbefolkningen.
Till skillnad från under det nederländska styret ansåg britterna att kolonin skulle klara sin egen ekonomi genom självbeskattning, en policy som kraftigt gick emot viljan hos boerna och de nederländska köpmännen i Kapstaden. 1815 skedde ett kontroversiellt gripande, där en vit bonde häktades efter anklagelser om att han skulle ha misshandlat en av sina slavar. Detta skapade vrede hon många av boerna som kände att deras levnadssätt var hotat och resulterade i Slachters Nek-upproret. Britterna agerade med en kraftig vedergällning där 5 boer hängdes, anklagade för uppvigling och uppror. 1828 förklarade den brittiske guvernören i Kapstaden att alla invånare, européer och ursprungsbefolkning förutom slavar, skulle inneha status som medborgare. Tanken var att likställa möjligheten för alla medborgare att ha samma rättigheter gällande säkerhet och markägande, en rättighet som tidigare endast funnits hos boerna. Detta resulterade i ytterligare konflikter mellan den afrikaansspråkiga befolkningen och övriga. Boernas förbittring över britternas styre fortsatte att öka under 1820- och 1830-talen, delvis i och med britternas påbud om engelska som det enda officiella språket i kolonin. Detta resulterade i att engelskan ersatte nederländskan som officiellt språk i Kapkolonins juridiska och politiska system, vilket missgynnande boerna som ofta talade lite eller ingen engelska.
Nådastöten i konflikten var britternas beslut av att avskaffa slaveriet i alla brittiska kolonier 1834. Alla kolonins 35 000 slavar som var registrerade skulle friges och erhålla samma rättigheter som de andra medborgarna redan hade, även om slavarnas tidigare ägare skulle kunna få behålla dem till år 1838 som lärlingar.
Många boer, särskilt de som höll på med spannmålsodling eller producerade vin, var beroende av slavarbetskraften; exempelvis ägde 94 procent av alla vita bönder i grannskapet Stellenbosch slavar, och mängden slavar korrelerade kraftigt med deras produktion. Britterna erbjöd kompensation, men för att kunna erhålla denna kompensation var man tvungen att hämta den i London och få boer hade den ekonomiska möjligheten att åka ut på en sådan resa.
Ingen av de så kallade trek-grupperna härstammade från västra Kapprovinsen, och bland dem som kom att vandra bort från kapkolonin var det endast Piet Retief som kom från den delen av kolonin. Han hade dock under lång tid levt i östra Kapprovinsen. 
Allt detta sågs som ett stort intrång i deras livsstil, och en del boersamhällen började fundera på att sälja sina gårdar och bege sig längre in i Sydafrikas outforskade inland för att bespara sig framtida konflikter och undkomma brittiskt styre. Andra, framförallt trekboer, en grupp av boer som levde en halvnomadisk livsstil, var frustrerade över den uppenbara ovilligheten hos den brittiska regeringen att utvidga Kapkolonins yttre gränser österut och därmed ge dem tillgång till mer åkermark och ekonomiska möjligheter.  De beslutade sig således för att ge sig ut på en mödosam färd utanför kolonins gränser.

### Opposition
Även om den brittiska regeringen inte gjorde något för att förhindra den stora trekken, såg myndigheterna boernas agerande med ökande oro. Britterna föreslog initialt att för att förhindra en konflikt mellan boer och bantufolken som bebodde Sydafrikas inland skulle det krävas en dyr militär kampanj. De styrande i Kapkolonin antog att de mänskliga och materiella kostnaderna för att först följa bosättarna och därefter tvinga dem att komma tillbaka och därefter tvinga in dem i ett mycket impopulärt styre, särskilt det system som tände lågan till vandringen, inte var värda risken. En den myndighetsfolk var oroliga för att de stammar som boerna skulle möta skulle förslavas eller tvingas in i extrem fattigdom.
Utvandringen var inte helt populär bland den afrikaansspråkiga allmänheten heller. Cirka 12 000 deltog i utvandringen norrut, cirka en femtedel av afrikaansspråkiga befolkningen i Kapkolonin. Nederländska reformerta kyrkan, vilken de flesta boer tillhörde, vägrade uttryckligen att stödja kampanjen. Trots boernas allmänna fientlighet mot britterna valde de flesta att stanna i kolonin.
Afrikanderna i Kapstaden hade accepterat brittiskt styre, och många såg sig själva redan som lojala brittiska undersåtar med ett särskilt gillande för engelsk kultur. De var också mycket mer urbaniserade och därför mindre benägna att anamma samma lantliga och mindre bekväma livsstil som boerna.

## Utforskning av Natal

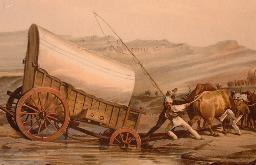
En romantiserande målning av den stora mödosamma färden.

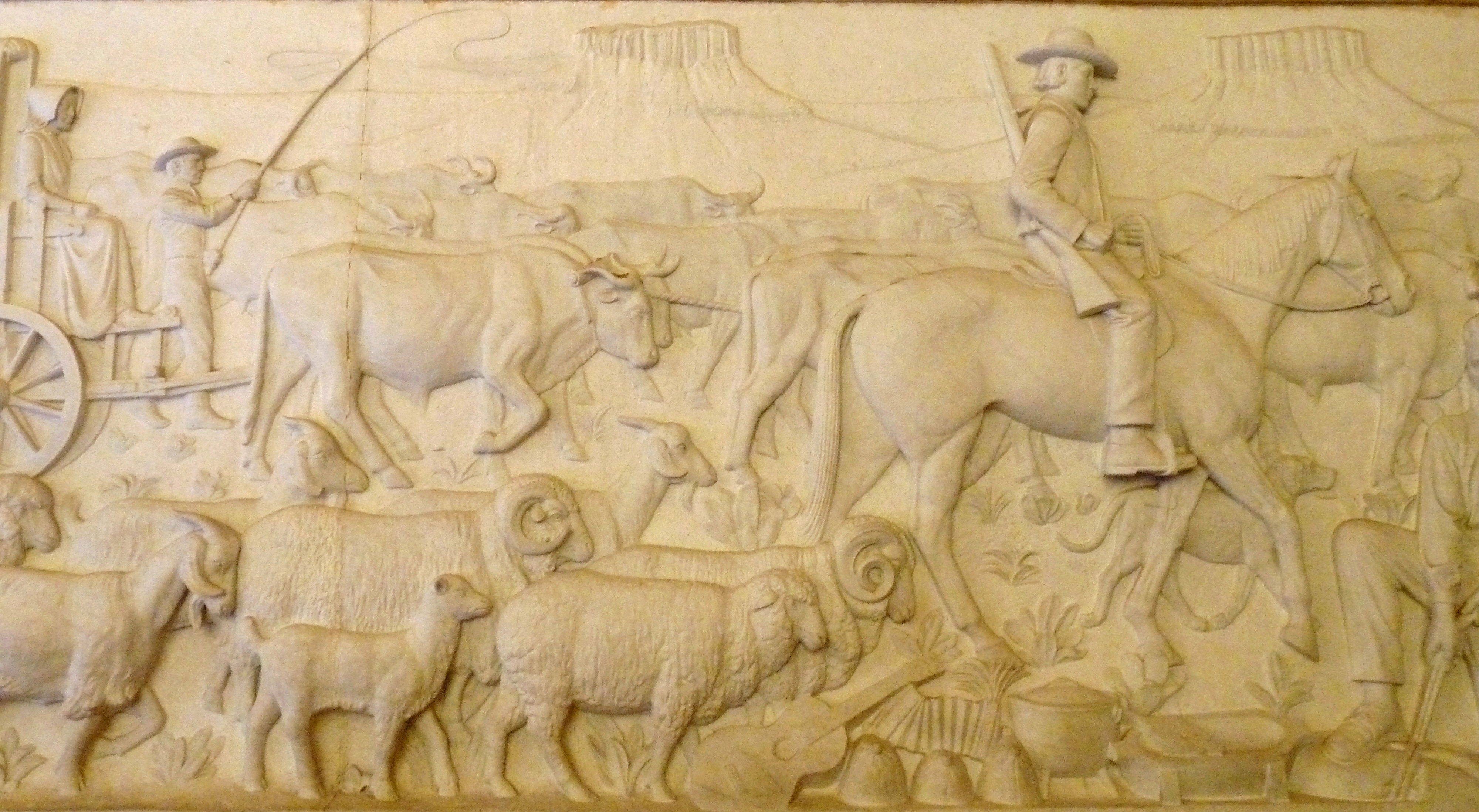
En stenrelief vid Voortrekkermonumentet som skildrar böndernas utvandring från Kapkolonin.

Utforskarnas (voortrekkers) flagga.

I januari 1832 begav sig engelsmannen Andrew Smith och boerbonden William Berg ut och utforskade Natal för en potentiell bosättning. Vid sin återkomst till Kapprovinsen var sällskapet entusiastiska, och inledde genast diskussioner med boerna. Berg porträtterade Natal som ett område med extraordinära åkermarker med rikliga vattenkällor samt att området var nästan tomt på människor.   
I juni 1834 möttes boerledarna från Uitenhage och Grahamstown och diskuterade en Kommissietrek, en kommissionsvandring för att besöka Natal och utvärdera detta potentiella nya hemland för boerna i Kap. Piet Uys valdes till ledare för kommissionen. I början av augusti 1843 lämnade en grupp under ledning av Jan Gerritze Graaff-Reinet för en tre veckor och 220 kilometer lång vandring till Grahamstown. I slutet av augusti nådde man Grahamstown, och kontaktade Uys för vidare instruktioner.
I juni 1834 hörde Jan Bantjes, som även han befann sig i Graaff-Reinet, talas om expeditionsvandringen till Natal, och efter uppmuntran av sin far, Bernard Louis Bantjes, meddelande Jan Bantjes sitt intresse att delta i detta stora äventyr. Bantjes ville hjälpa till återetablera nederländsk självständighet över boerna och undslippa brittisk lag. Bantjes, som var känd i området som ung, utbildad man och som kunde tala och skriva såväl nederländska som engelska flytande, bjöds in till att delta. Bantjes skrivfärdigheter skulle komma att vara av stor betydelse för dokumentationen av vandringen.
Den 8 september 1834 lämnade Kommissietrek, som bestod av tjugo män och en kvinna samt ett följe av flera färgade medhjälpare i 14 vagnar, Grahamstown och begav sig mot Natal. Man vandrande genom östra Kapprovinsen och bemöttes väl av xhosafolket som låg i konflikt med grannfolket zulukungen Dingane kaSenzangakhona, och boerna kunde därför passera säkert ända till Natal. De reste i princip samma resväg som Smith och Berg hade gått två år tidigare.
Sällskapet undvek kustvägen och höll sig till det mer platta inlandet. Kommissietrek nådde Natal från Griqualand och Ixopo, genom att korsa de övre områdena vid Mtamvunafloden och Umkomazifloden. Resandet tog tid på grund av den kuperade terrängen och då det var sommar hade regnet översvämmat många floder de passerade till ett maximum. Resan krävde dessutom dagar av rekognosering för att finna den lämpligaste vägen att fortsätta på. Till slut, efter veckor av mödosam vandring, nådde det lilla sällskapet det skogiga kustlandskapet i Natal. De hade vandrat en sträcka av 650 kilometer från Grahamstown, och med deras långsamma vagnar hade resan tagit dem mellan fem och sex månader. Drakensbergsrutten via Kerkenberg hade ännu inte upptäckts.
De kom fram till den heta bukten vid Port Natal i februari 1835, helt utmattande efter den långa resan. På plats välkomnades de med öppna armar av ett par brittiska jägare och elfenbensjägare, såsom James Collis och Allen Francis Gardiner. Gardiner, som var en före detta befälhavare i den brittiska flottan, hade beslutat att etablera en missionsstation där. Boerna flyttade in och lejde Dick King till sin guide.
Boerna satte upp sitt laager i området kring dagens Greyville Racecourse i Durban. Platsen valdes utifrån sina gynnsamma betesmarker för sällskapets oxar och hästar, och sågs som säkert på långt avstånd från de aggressiva flodhästarna nere vid floden. Det fanns dessutom rikligt med vatten i bäckar i området. Alexander Harvey Biggar, en brittisk elefantjägare som befann vid bukten, hjälpte boerna med information om området och bosättningsmöjligheter vid bukten. Bantjes gjorde noteringar på uppdrag av Uys, vilket kom att lägga grunden till den rapport som bevisade Natals goda aspekter för bosättning. Bantjes tecknade dessutom en enkel karta över området som visade potentialen för en hamn i detta nya hemland.
Vid Port Natal skickade Uys Dick King som talade Zulu till uMgungundlovu för förhandla med kung Dingane kaSenzangakhona angående möjligheterna för boerna att få köpa land. När Dick King återvände ett par veckor senare rapporterade han att Kung Dingane insisterade på boerna skulle besöka honom personligen. Johannes Uys, Piet Uys bror, lämnade då lägret med ett par andra och reste till Kung Dinaans huvudstad vid uMgungundlovu. De etablerade ett läger vid floden Mvoti och fortsatte sedan den sista delen till häst, men på grund av floden Tugelas översvämning kunde de inte ta sig vidare utan återvände till lägret.
Kommissietrek lämnade Port Natal för att återvända till Grahamstown tidigt i juni 1835. Med sig hade man ett stort lager elfenben, och man gick samma väg som man kom. Till Grahamstown ankom man i oktober 1835. Efter Piet Uys rekommendation började Bantjes arbeta på ett första utkast av Natalialandrapporten. Möten och samtal skedde i den lokala kyrkan. Rapporten skriven av Bantjes inspirerade mängder av boer att börja fundera över att utvandra.

## Den första vågen
| De största trek-grupperna under den första vågen av utvandringen:162–163 | De största trek-grupperna under den första vågen av utvandringen:162–163 | De största trek-grupperna under den första vågen av utvandringen:162–163 | De största trek-grupperna under den första vågen av utvandringen:162–163          | De största trek-grupperna under den första vågen av utvandringen:162–163 |
| ------------------------------------------------------------------------ | ------------------------------------------------------------------------ | ------------------------------------------------------------------------ | --------------------------------------------------------------------------------- | ------------------------------------------------------------------------ |
| Ledare                                                                   | Datum för avresan                                                        | Begynnelseplats                                                          | Storlek på gruppen                                                                |                                                                          |
| Louis Tregardt                                                           | september 1835                                                           |                                                                          | Nio familjer, bland annat familjen Tregardt.                                      |                                                                          |
| Hans van Rensburg                                                        | september 1835                                                           |                                                                          | 49                                                                                |                                                                          |
| Hendrik Potgieter                                                        | sent 1835 eller tidigt 1836                                              |                                                                          | Över 200 personer tillsammans med Sarel Cilliers och Casper Krugers trek-grupper. |                                                                          |
| Gerrit Maritz                                                            | september 1836                                                           | Graaff-Reinet                                                            | Över 700 personer med bland annat 100 vita män                                    |                                                                          |
| Piet Retief                                                              | februari 1837                                                            | Albany                                                                   | Cirka 100 män, kvinnor och barn.                                                  |                                                                          |
| Piet Uys                                                                 | april 1837                                                               | Uitenhage                                                                | Över 100 medlemmar av familjen Uys.                                               |                                                                          |

Den första vågen av Voortrekkers pågick mellan 1835 och 1840, under vilken cirka 6 000 människor (cirka 20 procent av Kapkolonins totala befolkning, eller 10 procent av den totala vita befolkningen under 1830-talet) utvandrade.

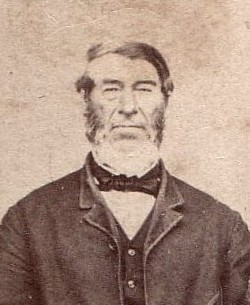
Hendrik Potgieter vid Maputobukten, cirka 1851/1852.

De första två grupperna av Voortrekkers under ledning av Louis Tregardt och  Hans van Rensburg lämnade i september 1835. De två grupperna passerade floden Vaal i januari 1836, men i april 1836 separerades grupperna, endast 110 kilometer från Zoutpansberg på grund av osämja mellan Tregardt och van Rensburg.
En grupp ledd av Hendrik Potgieter lämnade området kring Tarka under antingen sent 1835 eller tidigt 1836, och i september 1836 lämnade en grupp under ledning av Gerrit Maritz Graaff-Reinet. Det existerade ingen tydlig konsensus mellan utvandrarna huruvida var de skulle bosätta sig, men det övergripande målet som alla hade gått med på, var att bosätta sig nära havet.:162,163
I slutet av juli 1836 massakrerades hela Rensburgs grupp på 49 personer, förutom två barn som räddades av en zulukrigare i Inhambane. Massakern leddes av en grupp krigare av Soshanganestammen. De bland Tregardts grupp som hade bosatt sig vid Soutpansberg flyttade och rörde sig mot Maputobukten. Under resans gång kom dock de flesta, bland annat Tregardt, att dö i feber.:163

### Konflikt med Matabele
Trots existerande fredsavtal med de lokala svarta hövdingarna attackerades familjen Liebenberg (som var en del av Potgieters trek-grupp) av en grupp från Ndebele-folket, vilket resulterade i 14 döda, sex män, två kvinnor och sex barn. Det har antagits att deras huvudsakliga mål var att plundra gruppen på deras boskap. Den 20 oktober 1836 attackerades Potgieters-grupp av en armé på 4 600 krigare i slaget vid Vegkop. Boerna slog tillbaka angriparna men förlorade två män och majoriteten av boskapen. Potgieter, Uys och Maritz vedergällde med två attackräder, av vilka den första resulterade i plundrandet av ndebelebosättningen vid Mosega och dödandet av 400 Ndebele, och tagandet av 7 000 boskap. Den andra räden tvingade kung Mzilikazi och hans följare att fly till det som idag är dagens Zimbabwe.:163
Under september/oktober 1837 hade fem eller sex grupper av voortrekker-bosättningar etablerats vid Vaal och Oranjefloden med en total befolkning på cirka 2 000 boer.

### Konflikt med Zulu

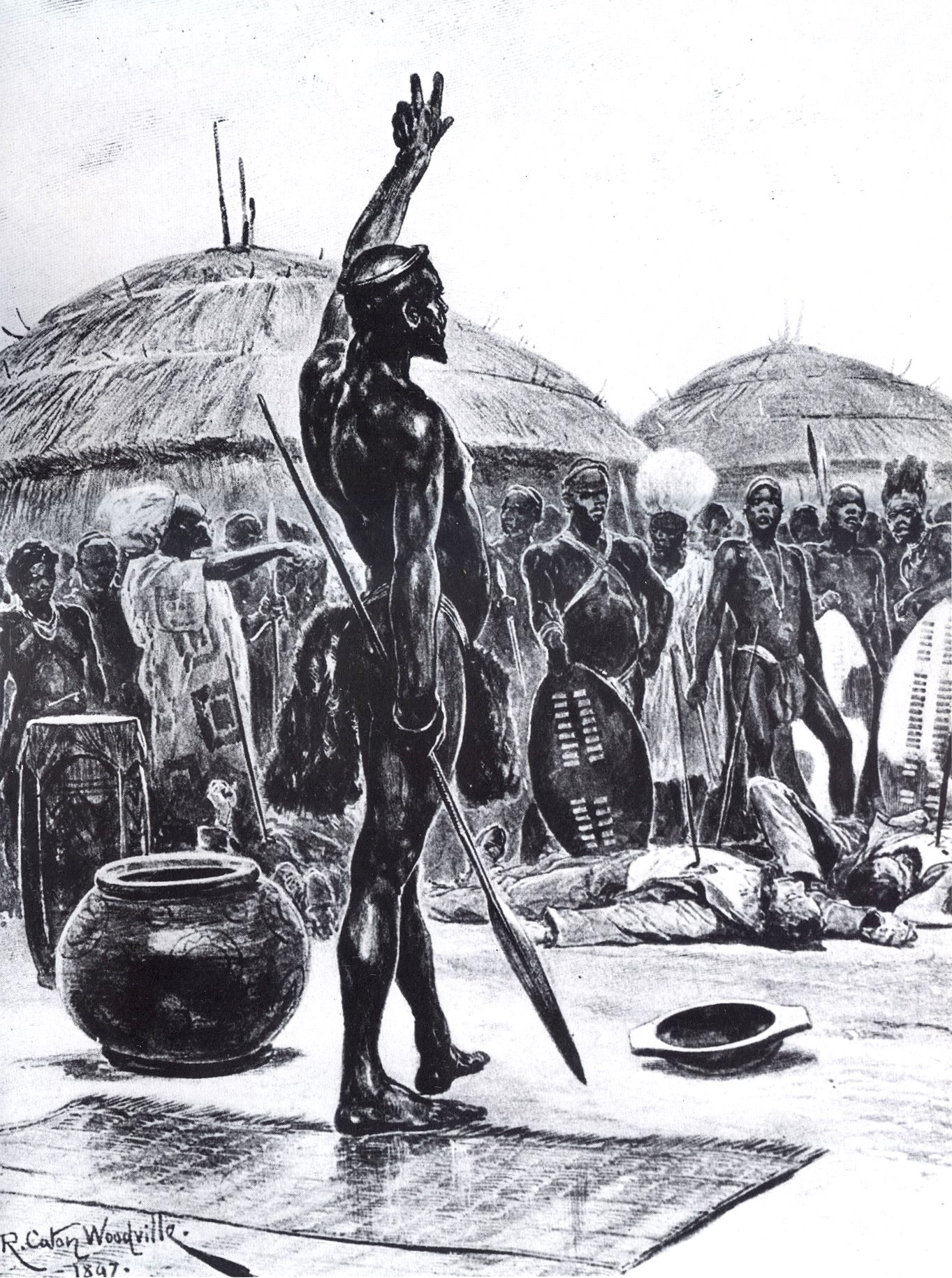
Zulukungen Dingane kaSenzangakhona beordrar avrättandet av Piet Retief och hans boerrepresentanter med orden Bulalani abathakathi ('dräp magikerna') varvid de dödades utanför dagens uMgungundlovu.

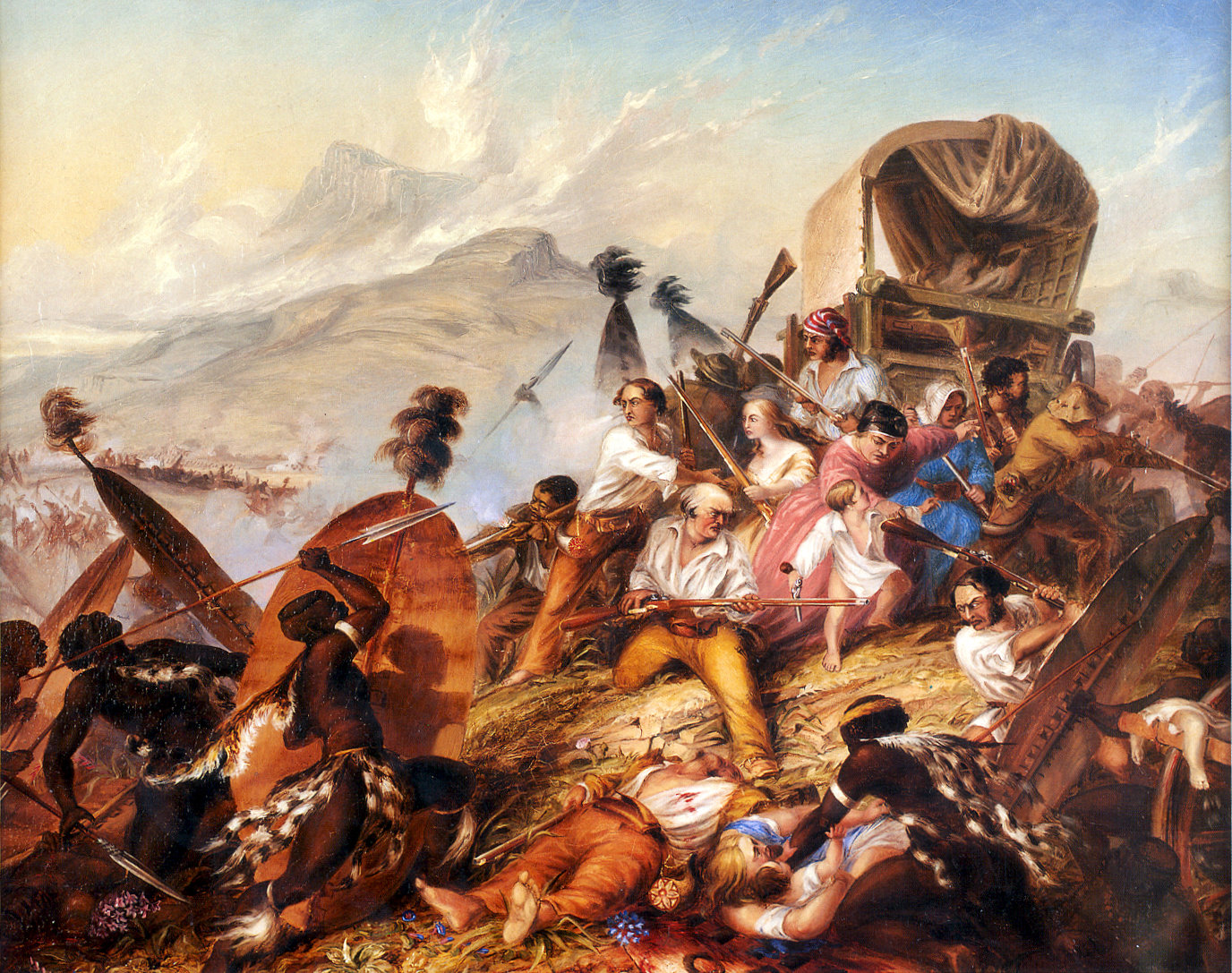
Skildrandet av zuluer som attackerar ett boerläger i februari 1838. Weenenmassakern var en massaker på voortrekker den 17 februari 1838.

I oktober 1837 mötte Retief zulukungen Dingane kaSenzangakhona för att förhandla ett avtal för boerbosättningar i det som idag är KwaZulu-Natal. Kung Dinane kände sig misstänksam och osäker på grund av tidigare voortrekker-inflyttningar från Drakensberg, och kungen beordrade därför dödandet av Retief och sjuttio ur hans följe.:164
Det existerar olika tolkningar om vad som faktiskt hände, men endast missionären Francis Owens ögonvittnen överlevde massakern. Retiefs skriftliga krav i förhandlingen innehöll hot om boernas tidigare segrar mot olika ursprungsgrupper de mött under resans gång. Voortrekkers krav innebar dessutom skriftliga kontrakt som skulle garantera privat ägande som gick emot zuluernas kultur, som innebar att hövdingen endast temporärt kunde fördela land som tillhörde stammen. 
De flesta versionerna av det som hände är överens om att: Kind Dinganes styrde över en del av det land som boerna ville bosätta, och en nödvändig förutsättning för att gå med på voortrekkernas krav var att boerna skulle lämna tillbaka den boskap de hade stulit från Sekonyela, en rival till Dingane. Efter att boerna återlämnat boskapen bjöd kund Dingane in boerna till det kungliga zuluresidentet uMgungundlovu för att fullborda avtalet. Man tror att kung Dingane redan planerat massakern på förhand.
Kungen hade instruerat sina krigare med orden Bulalani abathakathi! (zulu för 'Dräp magikerna!') vilket visade att han såg boer som en del av onda och övernaturliga krafter. Efter att Retief och hans delegation avrättats skickades en zuluarmé på 7 000 krigare för att omedelbart attackera boerbosättningar i området kring Drakensberg, platser som senare kom att kallas för Blaauwkrans och Weenen, vilket gett massakern sitt namn, Weenenmassakern i vilken 282 voortrekker, av vilka 185 var barn, dödades. I kontrast till tidigare konflikter med xhosa och deras attacker på andra boersällskap, hade nästan halva Natal tömts på voortrekkerboer. 
Boerna hämnades med en 347 man stark grupp (som också erhållit förstärkning från Oranjefristaten) som genomförde räder mot Zulu-krigarna, vilket resulterade i slaget vid Italeni, där boerna besegrades av en styrka på 7 000 zulu-krigare. Boerledarnas ovilja att samarbeta inbördes sågs som en viktig anledning till motgångarna. Det var även detta som senare hindrade boernas framgångar i första och andra boerkriget.  
I november 1838 ankom Andries Pretorius med en styrka på 60 män och två kanoner för att understödja försvaret. Några dagar senare, den 16 december, attackerade en styrka på 468 boer, 3 britter och 60 svarta allierade en Zulustyrka på mellan 10 000 och 12 000 krigare i slaget vid Bloedrivier. Pretorius oväntade seger över zuluerna ledde till ett inbördeskrig bland zuluerna då kung Dinganes halvbror Mpande kaSenzangakhona såg en möjlighet att ta över tronen, och allierade sig med boerna. Mpande skickade 10 000 krigare för att hjälpa boerna.:164
Efter besegrandet av zuluernas styrkor, och förvärvet av avtalet mellan Dingane och Retief som man funnit på Retiefs lik, utropade boerna den nya staten Natal, Sydafrika. Efter kung Dinganes död utropades hans halvbror Mpande till kung, och Zululand allierade sig med den kortlivade republiken Natal som snart kom att annekteras av det brittiska imperiet. 
Boernas nyttjande av skjutvapen gav dem ett uppenbart övertag mot Zulus vapenarsenal som bestod av spjut och sköldar. Boerna såg sin seger som ett tecken från Gud, och hade innan slaget bestämt sig för ifall de segrade skulle framtida generationer av boer fira dagen som åminnelse av sabbaten. Därefter firades den 16 december som offentlig högtidsdag, först under namnet Dingansdagen (efter den besegrade zulukungen), men namnet byttes senare till Geloftedag, högtidsdagen. Efter apartheids fall ändrades namnet till Day of Reconciliation för att verka för försoning för alla sydafrikaner.

## Den stora trekkens följder
Fördrivningen av den inhemska afrikanska befolkningen ledde till en folkvandring i hela sydliga Afrika. Denna utvandring tillsammans med militära nederlag ledde till kraftigt försvagning av det tidigare så mäktiga Zuluriket, vilket till slut förenklade britternas införlivande några årtionde senare 1879. 
Även om republiken Natal redan införlivades 1843 i det brittiska imperiet, klarade sig de andra två boerrepublikerna en längre tid. I Sand Riverkonventionen överlät britterna till boerna samtliga områden norr om Vaal och erkände boerrepublikerna Transvaal, Oranjefristaten och Natal. Först i samband med andra boerkriget tog britterna över dessa områden, och år 1910 införlivades de i den Sydafrikanska unionen.

## Inverkan

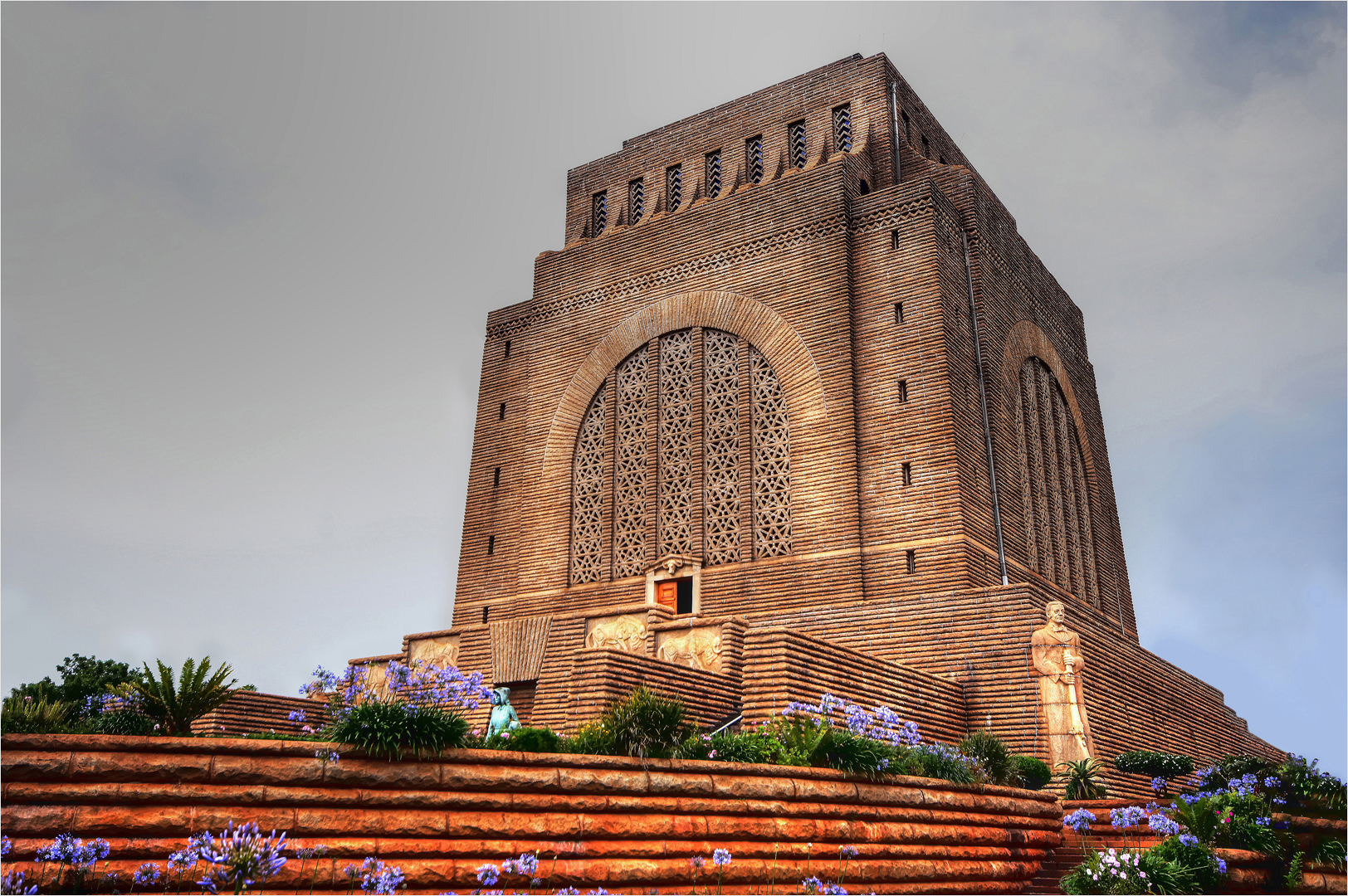
Voortrekker Monument i Pretoria restes till åminnelse av de Voortrekker som lämnade Kapkolonin mellan 1835 och 1854.

Konflikter mellan voortrekkerna var ett problem. Det stora uttåget hade i stort sett utjämnat den tidigare klasshierarkin som tidigare hade skapat disciplin, och således började den sociala sammanhållningen att bryta samman. Istället började ledarna för boerna bli allt mer beroende av patriarkala familjestrukturer och militären för hålla ordning över sina grupper. Det kom att länge påverka afrikandernas samhällskultur.:163

### Åminnelsen av uttåget

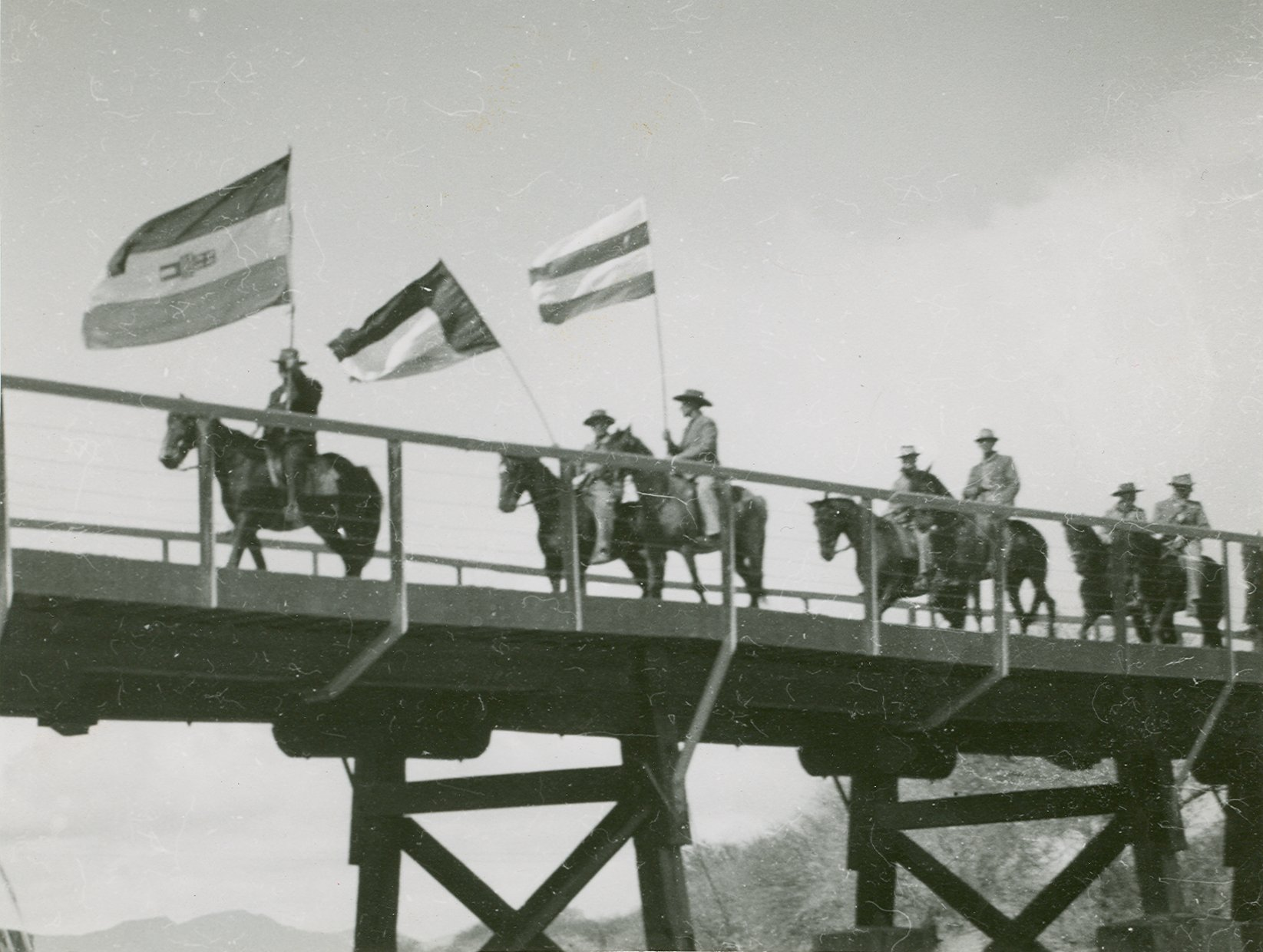
Afrikandiska ryttare som firar den stora trekken år 1938.

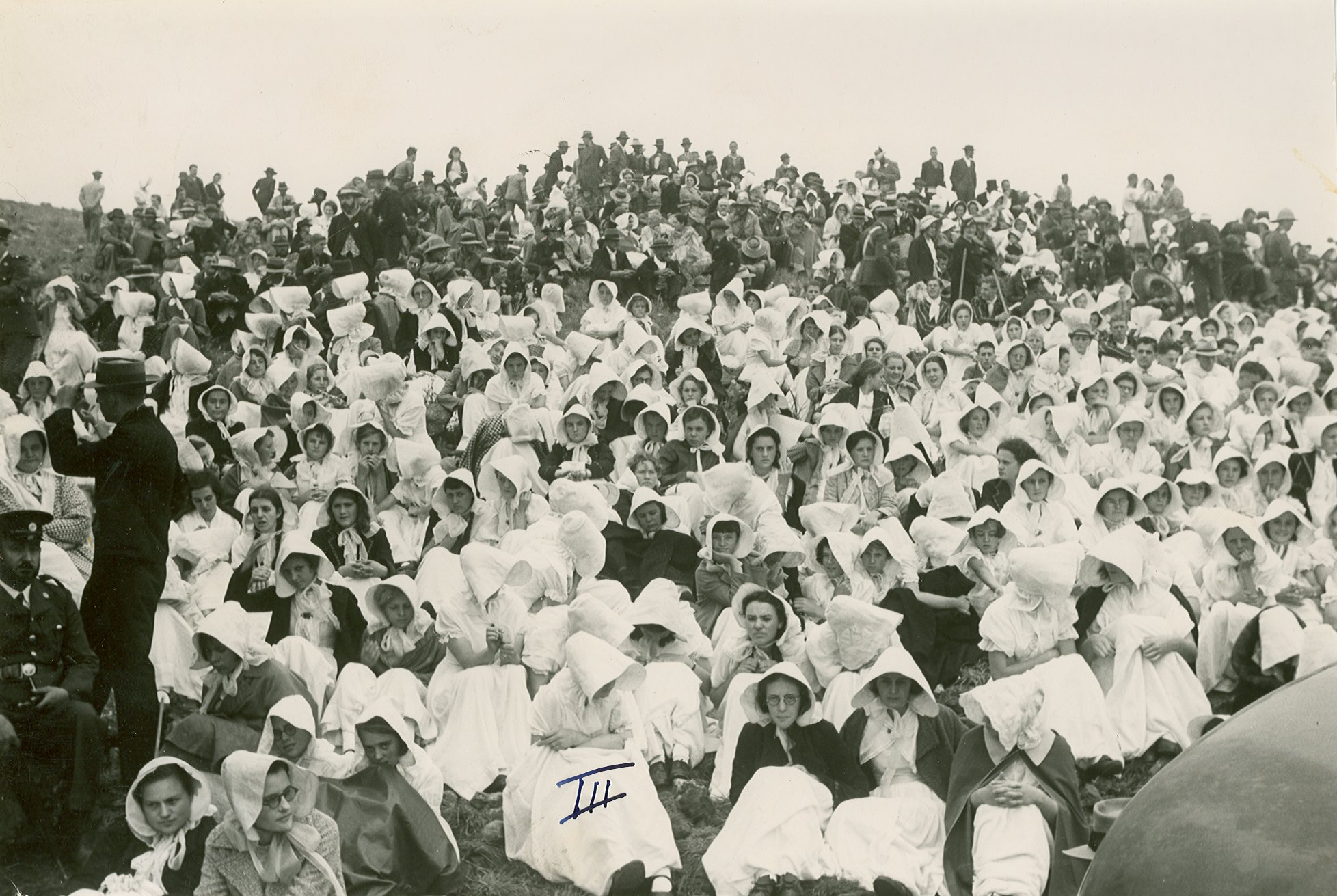
En grupp afrikandiska kvinnor som firar hundraårsdagen av den stora trekken 1938 iklädda tidstypiska kläder hos människorna som deltog i det stora uttåget, framförallt huvudbonaden doek.

Hundraårsfirandet av den stora trekken under 1930-talet spelade en avgörande roll inom afrikandernas nationalism. Det tros att erfarenheterna av andra boerkriget och den efterföljande perioden, mellan 1906 och 1934, med dess brist på offentlig diskussion om kriget inom de afrikaansspråkliga samhällena hjälpte till att i skapandet av att allt ökande intresse för afrikandernas nationella identitet. Hundraårsdagen bidrog till den nya generationen av afrikander att lära sig mer om boernas erfarenheter vilket skapade ett enormt intresse för sydafrikansk nationalism.:433
Hundraårsfirandet började med att man återskapade den stora trekken med att en litet sällskap på nio oxdragna vagnar började färden 8 augusti 1938 i Kapstaden som avslutades vid Voortrekker Monument i Pretoria. Över 100 000 människor deltog i firandet. En andra vandring som började på samma plats avslutades vid platsen där slaget vid Bloedrivier utkämpades.:432

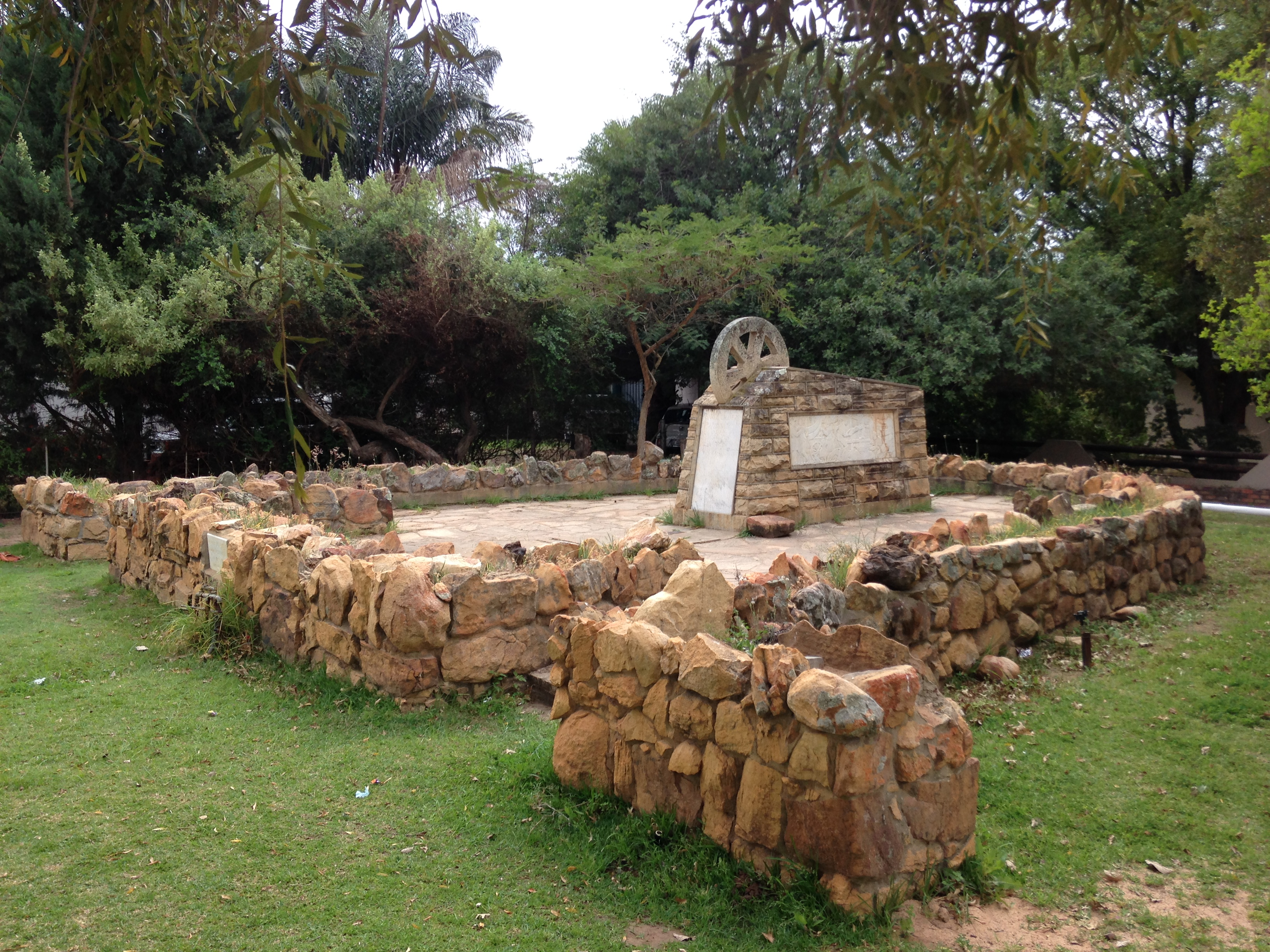
I samband med hundraårsfirandet restes det monument över hela landet såsom det i Clanwilliam.

Firandet orsakade massentusiasm bland afrikander över hela landet där många deltog i återskapandet av vandringarna, vandrande i traditionell klädsel, resandet av monument och vallfärder till gravarna till afrikandiska hjältar.:432 I samband med firandet släpptes även en film om uttåget, Die Bou van 'n Nasie (1938).
Ett antal boerorganisationer såsom Broederbond och Afrikaanse Taal- en Kultuurvereniging fortsatte att promota åminnelsen och arbeta för stärkt enighet och solidaritet bland afrikanderna i Sydafrika långt in på 1900-talet.:432 

#### Politisk påverkan
Den stora trekken användes av afrikaansk nationalism som en kärnsymbol inom afrikansk historia. Det gjordes på ett sådant sätt så att det främjande idén om en afrikaansspråklig nation samt gav reklam för politiken bakom Nationalistpartiet. Idén bakom afrikaanska nationalism var en huvudsaklig anledning till nationalistpartiets seger i det sydafrikanska valet 1948. Den stora segern gav partiet möjlighet att politiskt kunna implementera grunderna till det som senare skulle bli apartheid. Ett år senare invigdes ett monument över voortrekker av den nyligen valde premiärministern Daniel Malan.
Ett par år senare valdes Die stem van Suid-Afrika, skriven av Cornelis Jacobus Langenhoven, till Sydafrikas nationalsång. I sången nämndes bland annat en referens till den stora trekken (‘met die kreun van ossewa’). När apartheid avslutades och landet omvandlades till majoritetsstyre, försvarade F.W. de Klerk åtgärderna med en ny stor trek. 

## I populärkulturen